# 구라모토역 (나가노현)
구라모토역(일본어: 倉本駅)은 일본 나가노현 기소군 아게마쓰정에 있는 도카이 여객철도 주오 본선의 역이다.

## 역 구조 및 승강장
상대식 승강장 2면 2선의 지상역. 아게마쓰 방향 복선, 스하라 방향 단선의 교환 가능역이기도 하다. 기소후쿠시마역 관리의 무인역이다. 1번선 쪽에 역사가 있지만, 2번 선에는 역사를 지나지 않고 공도로부터 직접 승강장에 올라간다.
| 1 | ■ 주오 본선 | 하행 | 기소후쿠시마 · 나가노 방면 |
| 2 | ■ 주오 본선 | 하행 | 나카쓰가와 · 나고야 방면   |

## 역 주변
- 국도 제19호선
- 기소강

## 역사
- 1914년 5월 1일 : 일본국유철도 주오 본선의 아게마쓰 - 스하라 간에 다쓰마치 신호소으로서 개업.
- 1922년 4월 1일 : 다쓰마치 신호장으로 개칭.
- 1948년 9월 1일 : 다쓰마치 신호장이 역으로 승격. 구라모토역으로서 개업. 여객영업만.
- 1987년 4월 1일 : 일본국유철도 분할 민영화에 의해 도카이 여객철도의 역이 된다.

## 인접 역
| 도카이 여객철도 주오 본선       | 도카이 여객철도 주오 본선 | 도카이 여객철도 주오 본선     |
| ------------------------------- | ------------------------- | ----------------------------- |
| 아게마쓰 시오지리 · 나가노 방면 | ■ 주오 본선               | 스하라 나카쓰가와·나고야 방면 |